# Guichet de l'Huile
Le Guichet de l'Huile (Postigo del Aceite en espagnol), est un ancien guichet des murailles de Séville, en Espagne. D'origine almoravide, malgré le style classique que lui ont conféré les importantes transformations effectuées en 1573, il faisait partie des nombreux guichets et portes qui, jusqu'au milieu du XIXe siècle, régulaient l'accès au centre historique de la ville.
Il se trouve dans le quartier de l'Arenal et est traversé par la rue Almirantazgo à l'angle de la rue Arfe, au sud-ouest de l'enceinte originelle.
Son nom vient des entrepôts d'huile qui étaient situés à proximité. Malgré tout, au XIIe siècle, un arsenal se trouvant dans son voisinage, il était alors connu comme la Porte des Bateaux (Puerta de los Barcos). Il connut également les noms de Porte des Arsenaux (Puerta de las Atarazanas), Porte des Porteurs d'Eau (Puerta de los Azacanes) et Porte des Olives (Puerta de las Aceitunas).
Il fut rénové en 1573 par Benvenuto Tortello, comme le rappelle une inscription située sur une pierre encastrée au-dessus de l'accès, intra-muros. Cette pierre comporte en outre un blason de la ville montrant San Fernando, San Isidoro et San Leandro. Une petite chapelle fut ouverte au XVIIIe siècle dans son flanc droit, intra-muros, dans laquelle se trouve un retable baroque abritant une statue de la Pura y Limpia Concepción del barrio del Arenal, la Pure Conception du quartier d'El Arenal, populairement appelée la Virgencita del Postigo (la petite Vierge du Guichet) ou la Pura y Limpia, œuvre de Pedro Roldán. Extra-muros, le mur de droite comporte un azulejos représentant la Piété d'El Baratillo (un lieu-dit du quartier), œuvre du début des années 1940 d'Alfonso Chavez. On y trouve également une estampe de la confrérie d'El Baratillo lors de la Semaine sainte. Sous l'arche se trouvent des rails permettant à l'origine de fixer les planches assurant la protection du guichet lors des crues du Guadalquivir.
Avec la Porte de Cordoue, la Porte de la Macarena, le Guichet de l'Alcazar, plusieurs tours et quelques tronçons de murailles qui ont comme lui survécu à la destruction massive ayant suivi la Révolution de 1868, le Guichet de l'Huile est depuis 1985 classé comme Bien d'intérêt culturel.

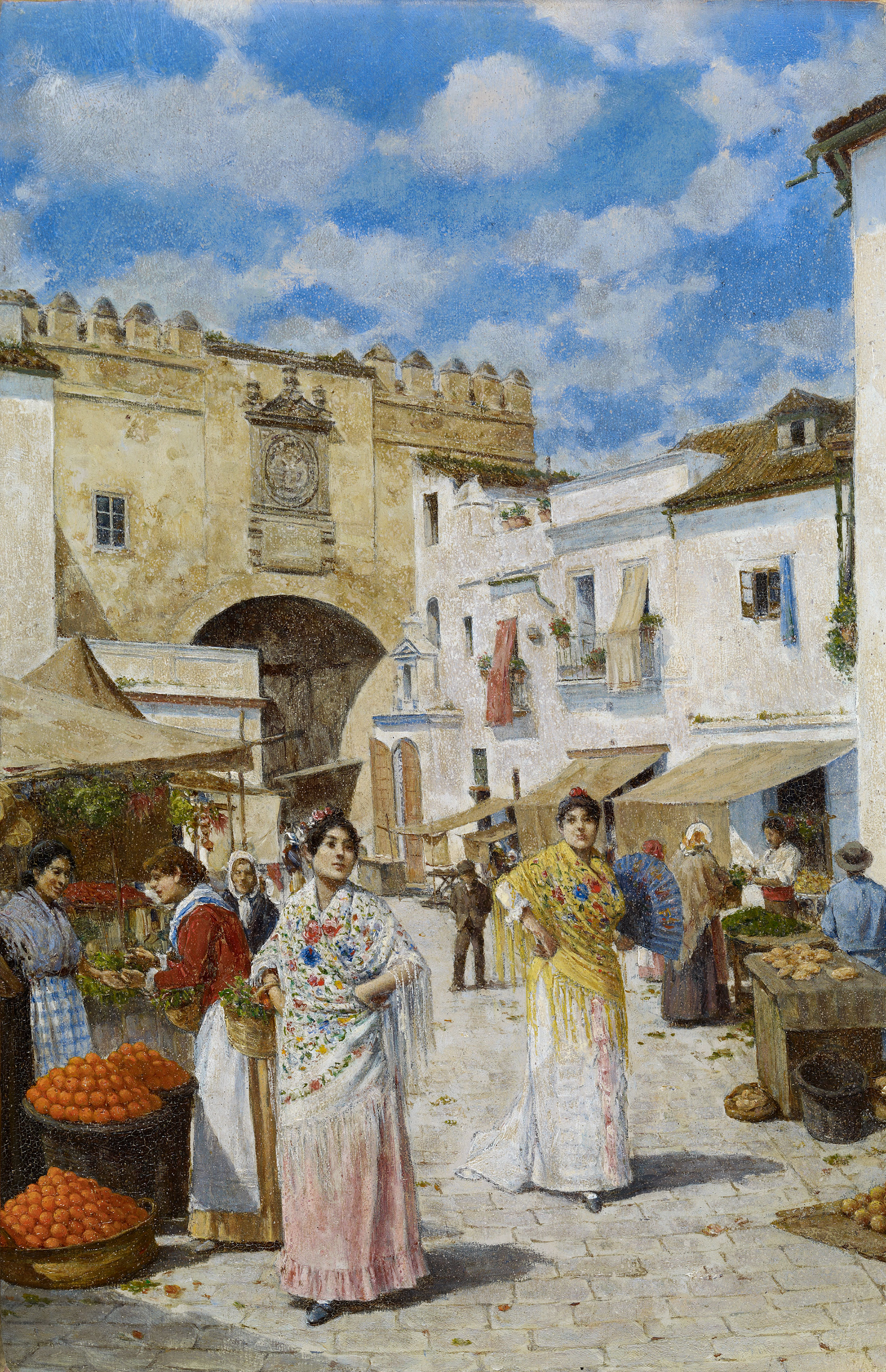
En el Mercado, tableau de Joaquín Turina y Areal (1847-1907) montrant le Guichet de l'Huile
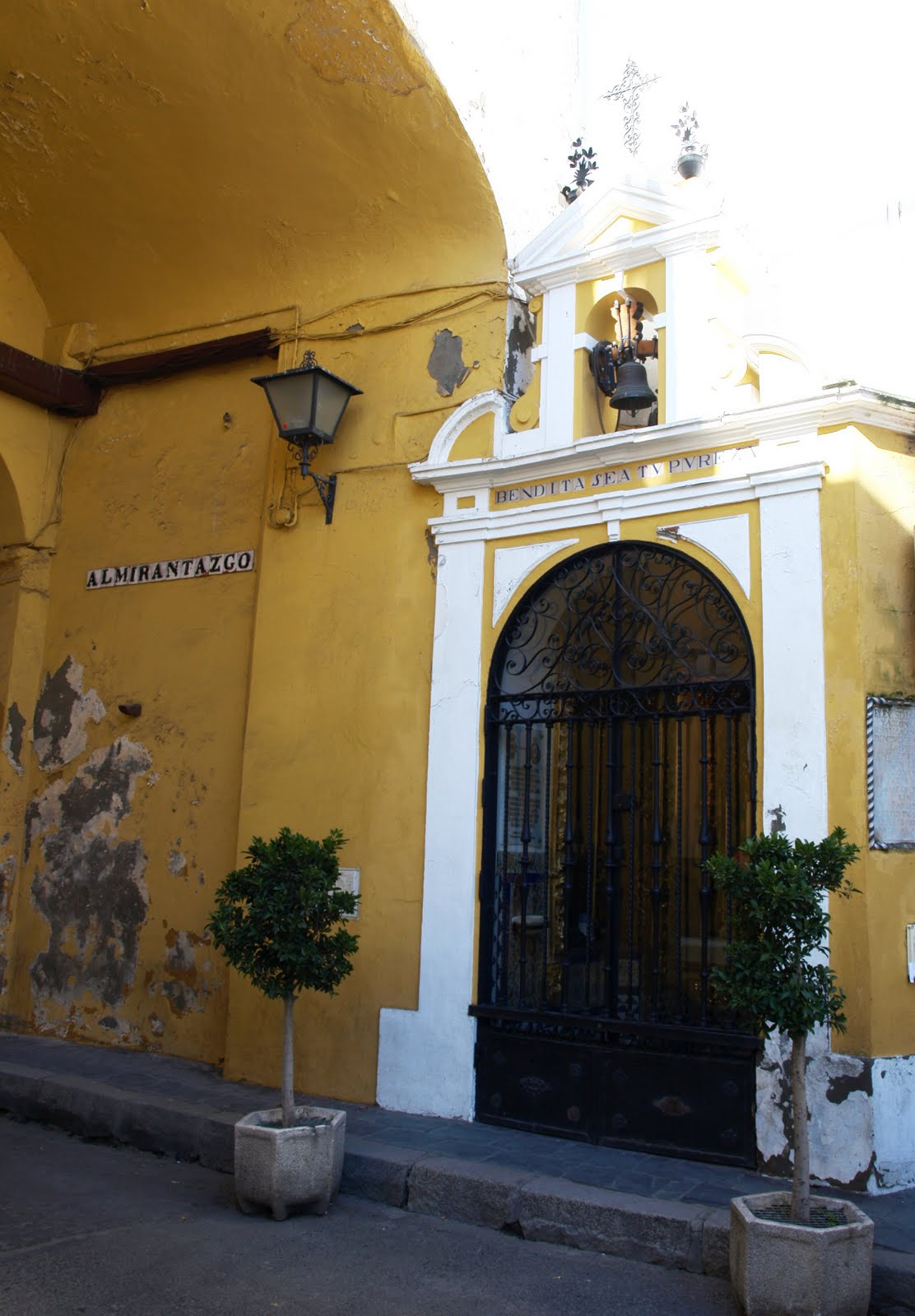
La chapelle abritant l'icône de la Pura y Limpia Concepción del barrio del Arenal
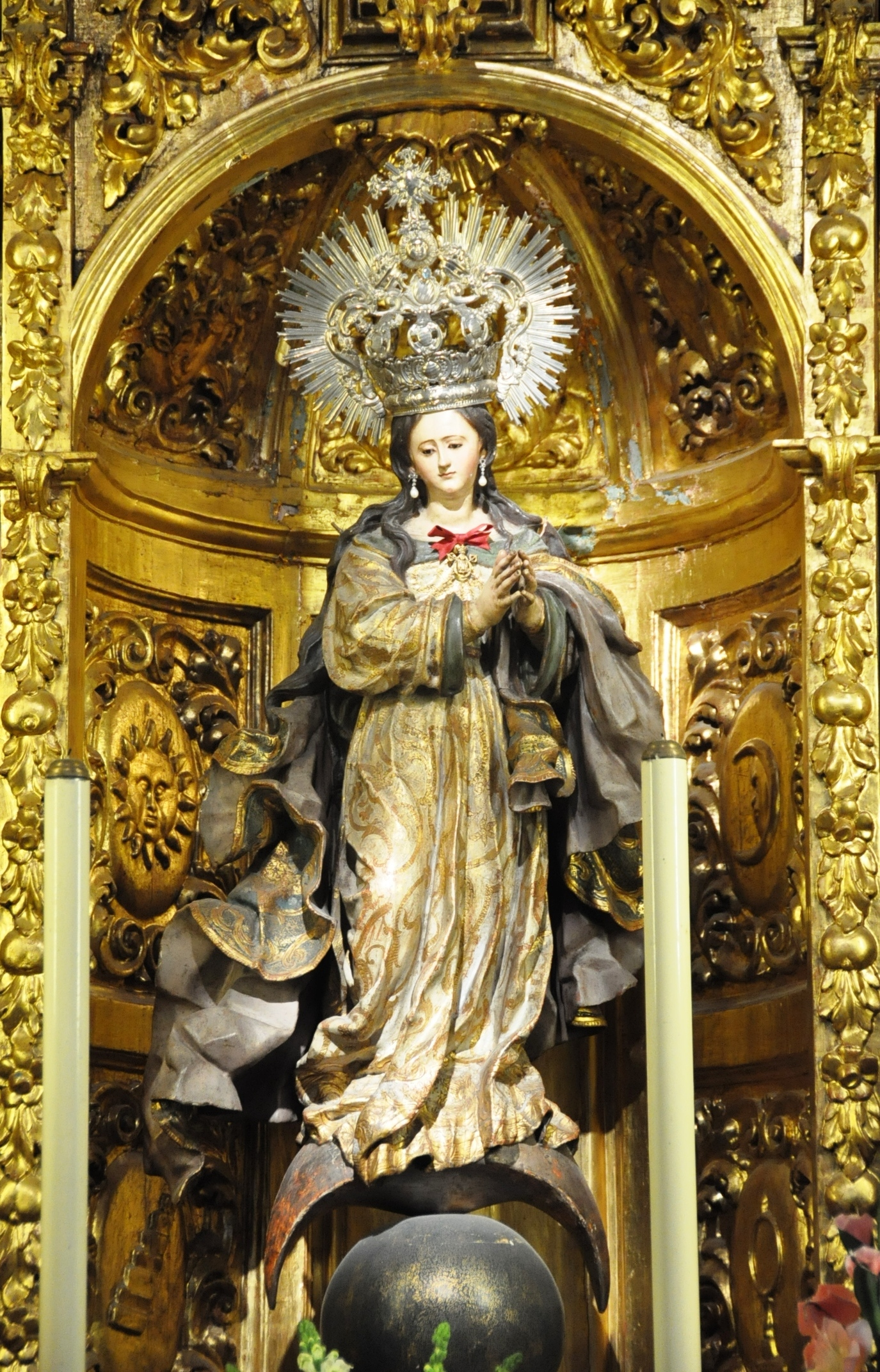
La statue de la Pura y Limpia Concepción del barrio del Arenal